# Самардо Самјуелс
Самардо Самјуелс (енгл. Samardo Samuels; Трилани, 9. јануар 1989) јамајкански је кошаркаш. Игра на позицијама крилног центра и центра.

## Биографија
Самјуелс је 2008. године уписао Универзитет Луивил. У сезони 2009/10. предводио је Луивил кардиналсе по броју поена и скокова. После само две године напустио је студије и пријавио се на НБА драфт 2010, али на њему није изабран.
Током јула 2010. играо је НБА летњу лигу у дресу Чикаго булса. Средином августа исте године потписао је трогодишњи уговор са Кливленд кавалирсима. За време боравка у Кавалирсима у два наврата био је прослеђиван екипама из НБА развојне лиге на позајмице у трајању од неколико дана - први пут Ири бејхоксима крајем 2010. и други пут Кантон чарџу крајем 2012. године. За Кавалирсе је одиграо укупно 109 утакмица и остварио просек од 15,8 минута проведених на паркету уз 5,9 поена и 3,4 скока. Отпуштен је 6. јануара 2013, а десетак дана касније пронашао је ангажман у екипи Рино бигхорнса.
Од априла 2013. па до краја те сезоне наступао је за Хапоел из Јерусалима. Од јула 2013. играо је за Олимпију из Милана са којом је освојио једно италијанско првенство. 
У сезони 2015/16. био је играч Барселоне, након тога је боравио у Кини наступајући за Ђангсу дрегонсе те у Италији где је био члан Бриндизија. Дана 16. октобра 2017. године је потписао уговор са београдским Партизаном до краја сезоне 2017/18.

### Репрезентација
Члан је репрезентације Јамајке са којом је 2009. године дошао до златне медаље на Карипском првенству.

## Успеси

### Клупски
- Олимпија Милано:
  - Првенство Италије (1): 2013/14.

### Репрезентативни
- Карипско првенство:  2009.

### Појединачни
- Најкориснији играч кола Евролиге (1): 2014/15. (1)